# Кроче Роса (Асколи Пичено)
Кроче Роса (итал. Croce Rossa) насеље је у Италији у округу Асколи Пичено, региону Марке.
Према процени из 2011. у насељу је живело 235 становника. Насеље се налази на надморској висини од 437 м.